# 呂培原
呂培原（Lui Pui-yuen，1933年—），江蘇蘇州吳縣人，香港琵琶、古琴演奏家，香港中樂界的前輩及拓荒者。除善奏琵琶與古琴，也精通多種絲竹樂器。

## 生平
呂培原1933年出生於江蘇吴县。早年在上海，他隨琵琶演奏家蕭韻閣及夏寶琛先生學習古曲。
1951年，呂培原來到香港以後，又隨梅庵琴派吳宗漢學習古琴。他參與中國音樂演奏、電影錄音及唱片配樂（琵琶）、組織樂團及中國樂器教育工作。在港定居二十多年期間，除了教授大量學生，更於1961年成立了香港中國國樂團。
1972年，呂培原集合了本港多個最活躍的國樂團，為香港市政局主持國樂匯演，誠為香港中樂團成立前之樂團盛事。為香港中文大學音樂系之最早之琵琶導師，亦是香港校際音樂節國樂比賽發起人之一。
1973年，呂培原移居美國加州洛杉磯地區後仍致力發揚國樂，教授及推廣古琴及琵琶，並參與春雷國樂團演出及指揮。他先後在美國多所音樂學府任教，又經常巡迴美加多個城市表演。

## 家庭
其兄呂振原亦通琵琶和古琴。

## 外部連結
- YouTube上的清雅頌：呂培原琵琶古琴演奏會精華片段
- YouTube上的〈十面埋伏〉，1965年錄音
- YouTube上的〈月兒高〉，琵琶：呂培原，簫：黃呈權，1965年錄音
- 呂培原的Discogs页面（英文）